# Ramonaka
Ramonaka is een dorp in het district Kgatleng in Botswana. De plaats telt 573 inwoners (2011).